# Walproinian magnezu
Walproinian magnezu – organiczny związek chemiczny, sól magnezowa kwasu walproinowego, stosowany w leczeniu epilepsji. Związek wydala się z ustroju głównie w postaci niezmetabolizowanej, częściowo w postaci metabolitów. Nie indukuje enzymów układu cytochromu P450. W porównaniu z innymi walproinianami wyróżnia się nieco silniejszym działaniem uspokajającym. Nie wywiera natomiast działania nasennego. Stosowany w opanowywaniu oraz zapobieganiu napadom padaczowym, rzadko: w psychiatrii (depresja w chorobie afektywnej).

## Preparaty zarejestrowane w Polsce
- Dipromal (ICN Polfa Rzeszów)